# ひろぎん証券
ひろぎん証券株式会社（ひろぎんしょうけん）は、日本の証券会社で広島銀行の完全子会社。日本証券業協会加盟。中国財務局長（金商）第20号。

## 概要

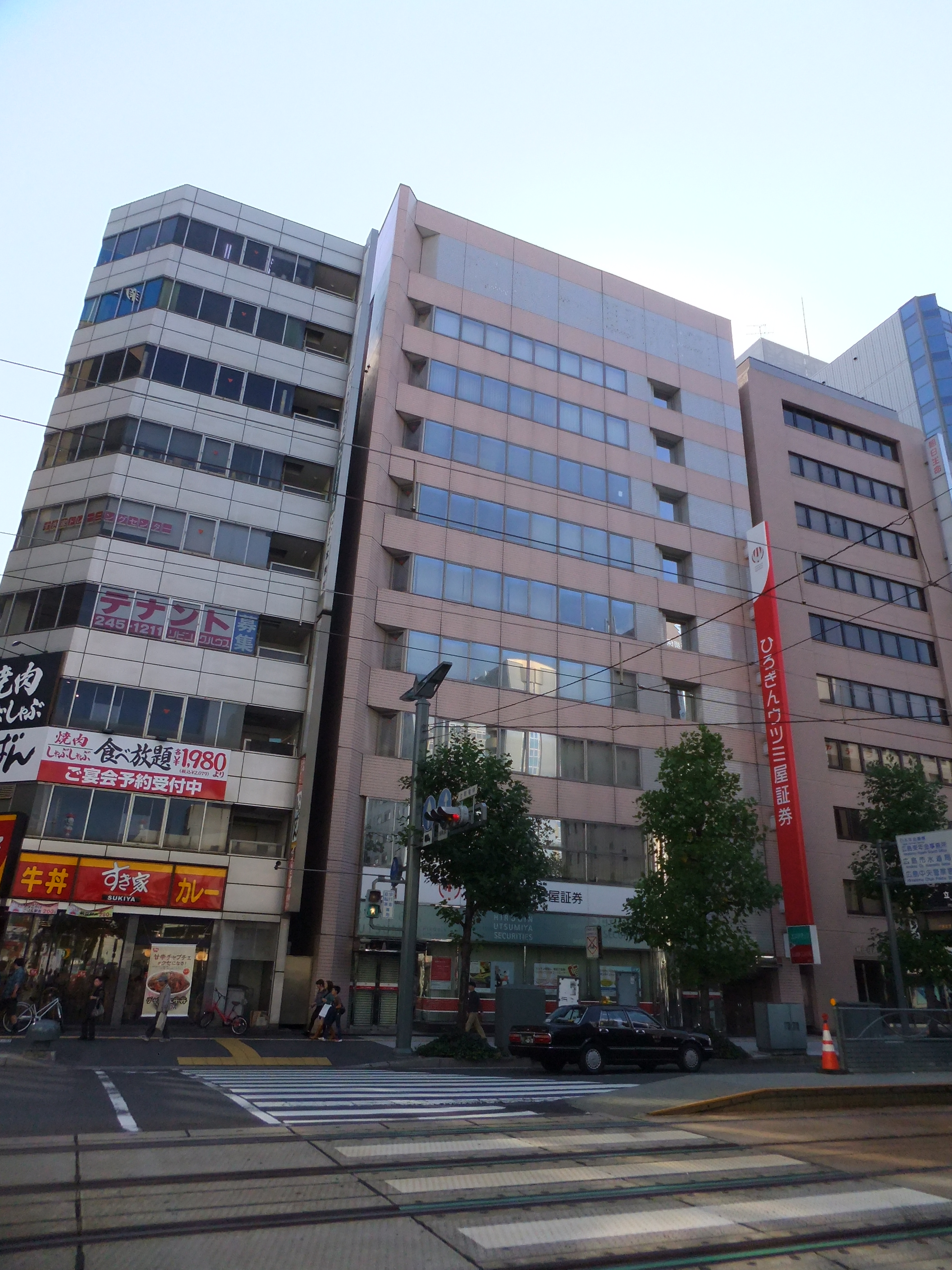
ひろぎんウツミ屋証券時代の本店

2008年（平成20年）1月1日に、広島銀行とウツミ屋証券との共同出資のひろぎんウツミ屋証券を、ウツミ屋証券のリテール部門を分割して設立。2017年（平成29年）6月1日に、広島銀行の完全子会社のひろぎん証券になった。
支店は、24店舗の本支店を展開し、広島県15店・山口県5店・島根県、岡山県、大分県、東京都に各1店舗を展開している。2018年8月には四国初の拠点として愛媛県今治市に今治営業所を開設した。

## 沿革
- 2007年（平成19年）
  - 7月9日 - ウツミ屋証券と共同出資で証券会社を設立することに同意[5]。
  - 7月25日 - 資本金5000万円で、ウツミ屋株式会社として設立[2][1]。
- 2008年（平成20年）1月1日 - ウツミ屋証券の会社分割により、ウツミ屋が商号をひろぎんウツミ屋証券に変更し、ウツミ屋証券のリテール業務を引き継ぐ。同時に、資本増強を行い、資本金61億円になる[2]。
- 2017年（平成29年）
  - 1月26日 - ウツミ屋証券所有分のひろぎんウツミ屋証券の株式全て取得し、完全子会社化することを発表[1]。
  - 3月 - 資本金を50億円に減資[2]。
  - 5月10日 - 広島銀行の完全子会社化後の社名を、ひろぎん証券にすることを発表[6]。
  - 6月1日 - ウツミ屋証券から株式を取得し広島銀行の完全子会社化。「ひろぎん証券」に社名変更する[2]。
- 2018年（平成30年）
  - 8月27日　- 愛媛県今治市に今治営業所を開設（四国初出店）[7]。